# Valdemars Slot
Valdemars Slot på Tåsinge ved Svendborg blev bygget af Kong Christian 4. i årene fra 1639 til 1644 til sønnen Valdemar Christian. En nærliggende, ældre borg fra middelalderen, Kærstrup, blev nedbrudt og indgik i nybyggeriet. I 1677 erhvervede søhelten Niels Juel Tåsinge og slottet for den indtægt, som sejren i Søslaget i Køge Bugt indbragte ham. Han restaurerede slottet, som stadig er i Juel-slægtens eje. Slottet var tidligere hovedsæde for stamhuset Thorseng/Taasinge.
Valdemars Slot Gods er på 783 ha med Nybygård.

## Niels Juel overtager Valdemar Slot
Under Skånske Krig havde Niels Juel vundet flere store sejre i søslag, og hans erobringer og dertil hørende prisepenge skaffede ham en samlet indkomst i 1676-77 på 22.460 rigsdaler (svarende til 651 kg sølv, eller 3.888.499,80 kr med en sølvkurs på 5,97 kr/g, ultimo 2024), et beløb som kongen således var ham skyldig. For at nedbringe dette beløb blev indgået en aftale, hvorefter Niels Juel i stedet for beløbet fik overdraget "for hans megen tro og villige tjeneste i denne fejde allerunderdanigst bevis, at må til sin ejendom bekomme alt det rytterbøndergods, som på Tåsinge under provinsen Fyn og Nyborg amt beliggende er", det vil sige part i hovedgården Valdemar Slot samt spredt bøndergods med et samlet areal på 809 tønder 5 skæpper 3 album, hvilket ved en værdiansættelse på 40 rigsdaler pr. tønde gav en samlet værdi på 32.385 rigsdaler 30 skilling. Dette blev modregnet i de skyldige prisepenge, så Niels Juel skulle således kun betale 9.925 rigsdaler 30 skilling for erhvervelsen. Selve slottet fik han ikke i første omgang, da dette tilhørte de københavnske købmænd Henrik Holst og Wensel Mathiasen, men han overtog det for et beløb på 258 rigsdaler til hver af dem ved skøde dateret 15. august 1678. Slottet havde lidt stor skade under Karl Gustav-krigene og Kirstine Munks datter Hedvig havde måtte pantsætte det, og godsets tilliggender var blevet splittede ad. Niels Juel havde imidlertid ansøgt om at måtte overtage godset og betale kronen værdiforskellen, og den 14. marts 1678 blev skødet udstedt, hvorved godset med dets omkring 100 spredt beliggende gårde blev overdraget, og de to købmænd blev købt ud samme år.
Efter overtagelsen igangsatte Niels Juel ombygninger af selve slottet: det blev ombygget fra renæssancestil til barok stil, taget blev afvalmet, kvistgavlene fjernet og til erstatning for et stort indgangstårn midt for østfacaden anlagdes en bred trappe. De to fløje blev genopbyggede og med egen trappe, og slottets kapel fik egen indgang.
Samtidig med disse byggearbejder begyndte Niels Juel imidlertid at samle mere gods omkring slottet ved mageskifter og køb. Hans køb omfattede i første omgang især de gårde, der lå nærmest slottet, og i 1688 omfattede godsets tilliggender al fæstejord nord for Melby og adskilige gårde på øens sydlige del; kun i Skovballe havde han endnu ingen jord. Det er opgjort, at der på hele Tåsinge fandtes omkring 175 gårde, og at kun 22 fæstegårde endnu ikke hørte under hovedgården. Midt under disse godssamlingsbestræbelser opnåede han fritagelse for kop- og kvægskatter for sin livstid. Senere fortsatte han sine køb af gårde i Bjerreby, Gjesinge og Søby. Han døde i 1697.

## Stamhuset Thorseng/Taasinge
Stamhuset Thorseng, senere kaldet Taasinge, omfattede øen Tåsinge. Stamhuset blev oprettet ved fundats af 1. maj 1711 efter Knud Juels død i 1709 til hans ældste søn, Niels Juel og skulle nedarves i slægten Juel efter lineal-agnatisk-kognatisk succession. Stamhuset Taasinge blev nedlagt ved lensafløsningen og ophørte i 1923.
Stamhuset omfattede hovedgården Valdemars Slot, ca. 280 tdr. hartkorn af alle slags, jordetilliggendet udgjorde 540 tdr land, skovarealet ca. 1550 Tdr. Ld. Besiddere:
- (1711-1766) Niels Juel
- (1766-1767) Carl Juel
- (1767-1827) Frederik Juel
- (1827-1859) Carl lensbaron Iuel-Brockdorff
- (1859-1876) Frederik Carl Vilhelm Niels Adolph Krabbe lensbaron Iuel-Brockdorff
- (1876-1900) Carl Frederik Sophus Vilhelm lensbaron Iuel-Brockdorff
- (1900-1912) Frederik Carl Niels Otto August lensbaron Juel-Brockdorff
- (1912-1923) Carl Frederik Sophus Vilhelm lensbaron Iuel-Brockdorff

## Ejere af Valdemars Slot og Kærsgård
- (1298-1312) Peder Nielsen af Thorsland
- (1312-1320) Kronen
- (1320-1329) Peder Nielsen Stygge Galen
- (1329) Pedersdatter Galen gift Krummedige
- (1329-1349) Hartvig Krummedige
- (1349-1387) Henneke von Ahlefeldt / Benedikt von Ahlefeldt
- (1387-1400) Dronning Margrete 1.
- (1400-1536) Odense Bispestol
- (1536-1573) Kronen
- (1573-1575) Erik Ottesen Rosenkrantz
- (1575-1616) Jacob Eriksen Rosenkrantz
- (1616-1622) Pernille Gyldenstierne gift Rosenkrantz
- (1622-1623) Erik Jacobsen Rosenkrantz
- (1623-1629) Ellen Marsvin gift Munk
- (1629-1630) Kirsten Munk
- (1630-1656) Valdemar Christian, greve til Slesvig og Holsten
- (1656-1658) Kirsten Munk
- (1658-1662) Hedevig Ulfeldt
- (1662-1663) Corfitz Ulfeldt (avlsgård)
- (1663-1677) Jørgen Mathiesen (hovedbygningen)
- (1663-1677) Kronen (avlsgård)
- (1677-1697) Niels Juel
- (1697-1709) Knud Juel
- (1709-1766) Niels Juel
- (1766-1767) Carl Juel
- (1767-1827) Frederik Juel
- (1827-1859) Carl Juel-Brockdorff
- (1859-1876) Frederik Carl Juel-Brockdorff
- (1876-1900) Carl Frederik Juel-Brockdorff
- (1900-1912) Frederik Carl Juel-Brockdorff
- (1912-1971) Carl Frederik Iuel-Brockdorff
- (1971-2003) Niels Krabbe Iuel-Brockdorff
- (2003-2011) Caroline Elisabeth Iuel-Brockdorff, gift Fleming
- (2011-2017) Niels Krabbe Iuel-Brockdorff
- (2022-) Louise Iuel-Brockdorff Albinus[9]

## Galleri
- Valdemars Slot 2006
- Porthus 1
- Porthus 2
- Avlsbygninger og tepavillion

## Panorama
|  |

|  |  |